# Schizogonie
La schizogonie est la formation de schizozoïtes (ou mérozoïtes) dans des cellules. Ces schizozoïtes contribueront alors à la gamétogénèse  mâle et femelle, c'est-à-dire la formation des gamètes.

## Exemple:Eimeria Perforans
Eimeria perforans est un apicomplexé parasitant les cellules intestinales du lapin. Un mérozoïte formé par schizogonie donne soit un gamète femelle, soit plusieurs gamètes mâles munis de flagelles.
Après fécondation, on obtient un zygote, puis un oocyste.